# Мокър пазар
Мокър пазар е пазар, на който се продават месо, риба, зеленчуци и плодове. По този начин се различава от „сухите пазари“, на които се продават основно дрехи и електроника. Мокрите пазари са типични преди всичко за Азия и Латинска Америка, но такива съществуват и в Европа и Северна Америка.
В някои азиатски мокри пазари се продава месо от почти всякакъв вид животни, а голяма част от животните се държат живи, убиват се и одират на място. Ако не се спазват хигиенните стандарти често мокрите пазари стават развъдник на зарази. Поради откритите пространства много често живи животни са в директен досег с продавачи, месари и клиенти. Насекоми като мухи също имат директен досег до хранителните продукти. Труповете на животните много често се хвърлят на пода за да бъдат разфасовани. Зарази като H5N1, SARS и Коронавирус водят началото си от мокрите пазари в Азия.